# 名古屋モード学園

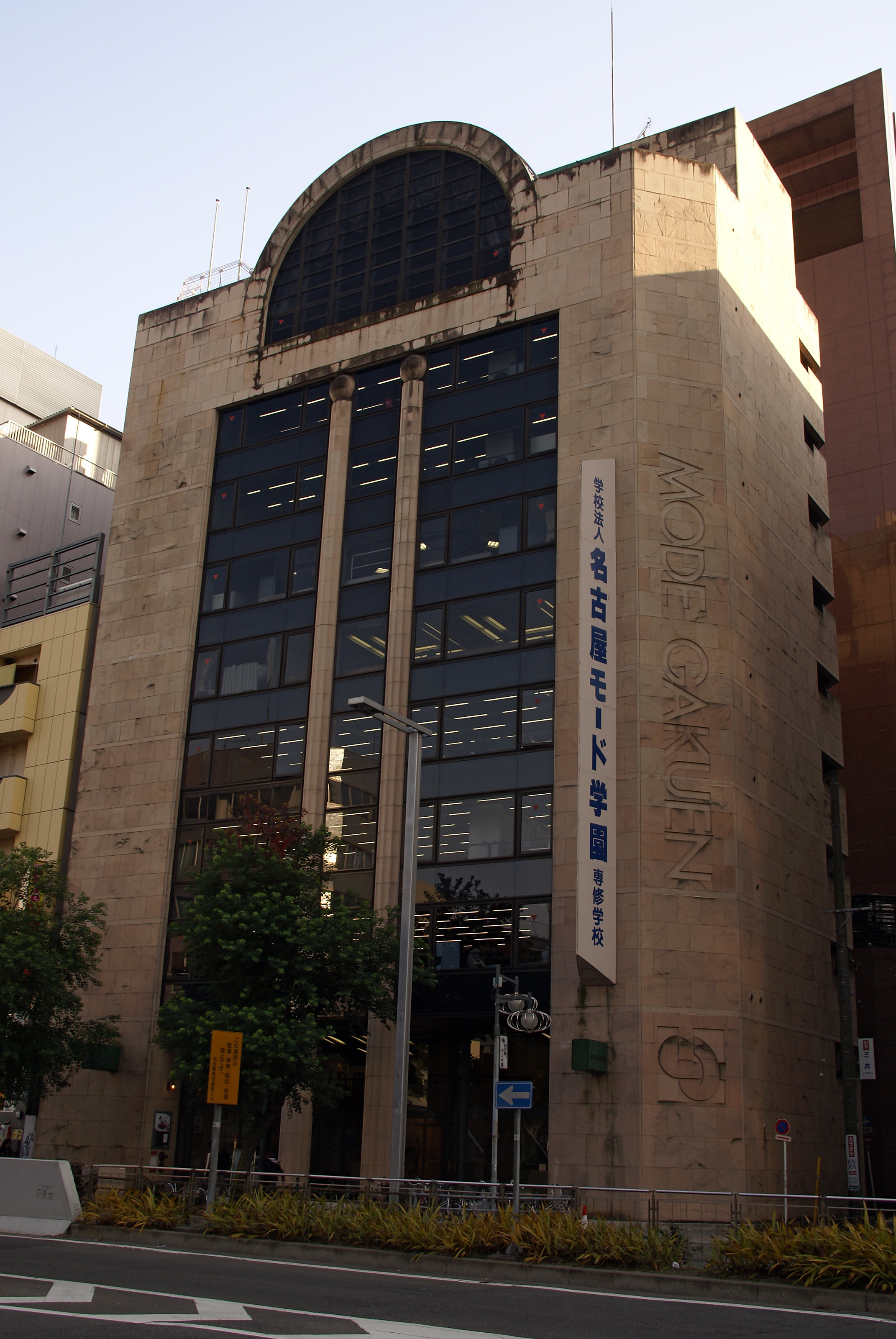
名古屋モード学園旧校舎（現在の名古屋経済大学名駅サテライトキャンパス）

名古屋モード学園（なごやモードがくえん）は、愛知県名古屋市中村区にある私立専修学校。学校法人日本教育財団が運営する。

## 沿革
- 1966年（昭和41年） - 専門学校名古屋モード学園設置。
- 2008年（平成20年） - モード学園スパイラルタワーズへ移転。尚、旧校舎は改装を経て現在名古屋経済大学名駅サテライトキャンパスとして運営中。

## 設置学科

### 昼間コース
ファッションデザイン学科
- ブランドデザイナー専攻
- アパレルデザイナー専攻
- メンズデザイナー専攻
- キッズデザイナー専攻
- 舞台・ステージ衣装専攻
- ファッション雑貨デザイナー専攻

ファッションデザイン学科・高度専門士コース
ファッション技術学科
- パタンナー専攻
- アパレル技術専攻

ファッションビジネス学科
- ファッション企画専攻
- バイヤー・ショップ経営専攻
- ファッションコーディネーター専攻
- ファッションアドバイザー専攻

スタイリスト学科
- CM・雑誌スタイリスト専攻
- パーソナルスタイリスト専攻
- ファッションスタイリスト専攻

インテリア学科
- インテリアデザイナー専攻
- ショップデザイナー専攻
- インテリアコーディネーター専攻

グラフィック学科
- グラフィックデザイナー専攻
- イラストレーション専攻
- パッケージデザイナー専攻

メイク・ネイル学科
- メイク・ネイルアーティスト専攻
- 映像・舞台メイク専攻
- メイクアップスタイリスト専攻
- ビューティアドバイザー専攻

ヘア・メイクアーティスト学科
- ヘアメイクアーティスト専攻
- ブライダルアーティスト専攻

美容学科
- ヘアスタイリスト専攻
- ヘアカラーリスト専攻

モード基礎学科
- ファッション専攻
- インテリア専攻
- グラフィック専攻
- メイク・ビューティ専攻

パリ校留学コース

### 夜間コース
- プロ直結コース
- キャリアアップコース
- 短期スキルアップコース

### 通信コース
- 美容学科

## 所在地
- 愛知県名古屋市中村区名駅4-27-1（モード学園スパイラルタワーズ内）

## 著名な出身者
- 永澤陽一
- 武田羅梨沙多胡[1]